# Leptophis modestus
Leptophis modestus — вид змій родини вужеві (Colubridae). Вид зустрічається у лісах  Південної Мексики, Гватемали, Сальвадору та Гондурасу. Тіло оливково-зеленого забарвлення та сягає 130 см завдовжки.